# Max Neufeld
Max Neufeld, conosciuto anche come Massimiliano Neufeld (Guntersdorf, 13 febbraio 1887 – Vienna, 2 dicembre 1967), è stato un regista, attore e sceneggiatore austriaco.

## Biografia
In gioventù seguì i corsi di recitazione nella scuola di teatro viennese aspirando a diventare un attore, ma, ben presto, cambiò idea e si avvicinò agli studi di sceneggiatura e regia; nel 1925 iniziò a dirigere i primi film muti, seguendo lo stile della commedia spensierata viennese del periodo.
Negli anni 20 lavorò anche all'estero sia in Germania che in Francia, ma sarà l'Italia a offrirgli le maggiori e più durature occasioni di lavoro, per circa vent'anni.
Nel 1932 arrivò a Roma, scrisse varie sceneggiature per alcuni produttori, per poi passare, nel 1933, alla regia cinematografica, diventando uno dei maggiori protagonisti del cinema del periodo degli anni 30, con pellicole come Mille lire al mese (1939), con Alida Valli, attrice che dirigerà in altri film di grande successo.
Pur essendo di origine ebraica, nessuno gli impedì di lavorare anche dopo le leggi del 1938.
Nel 1942 si recò in Spagna per realizzare alcune coproduzioni italo-spagnole, tornando a Roma nel 1945, per riprendere la sua attività sino al 1953, quando interruppe la sua permanenza in Italia per tornare a Vienna, dove morì nel 1967.

## Filmografia

### Regista

Assia Noris nel film La casa del peccato

- Stahl und Stein, co-regia di Hans Rhoden (1919)
- Der ledige Hof, co-regia di Hans Rhoden (1919)
- Winterstürme (1920)
- Sein Lebenslicht
- Die Frau in Weiß
- Die Filme der Prinzessin Fantoche
- Don Ramiro (Der tote Hochzeitsgast) (1921)
- Pugno di ferro (Faustrecht) (1922)
- Avventure di Hoffmann (Hoffmanns Erzählungen) (1923)
- Der Eisenkönig
- Hotel Potemkin (1924)
- Der Balletterzherzog. Ein Wiener Spiel von Tanz und Liebe (1926)
- Die Familie ohne Moral (1927)
- Die Strecke (1927)
- Der Geliebte seiner Frau (1928)
- Die beiden Seehunde (1928)
- Il ventaglio della Pompadour (Opernredoute) (1931)
- Ein bisschen Liebe für dich (1932)
- Sehnsucht 202 (1932)
- Une jeune fille et un million (1932)
- Il diamante dello czar (Der Orlow) (1932)
- La canzone del sole (1933)
- Ein Stern fällt vom Himmel (1934)
- Hoheit tanzt Walzer (1935)
- Valse éternelle (1936)
- La casa del peccato (1938)
- Mille lire al mese (1939)
- Assenza ingiustificata (1939)
- Ballo al castello (1939)
- Una moglie in pericolo (1939)
- Cento lettere d'amore (1940)
- Fortuna (1940)
- La prima donna che passa (1940)
- Taverna rossa (1940)
- La canzone rubata (1941)
- Buongiorno, Madrid! (1942)
- Idillio a Majorca (1942)
- Il tiranno di Padova (1946)
- Un uomo ritorna (1946)
- L'Inconnu d'un soir, co-regia di Hervé Bromberger (1949)
- Licenza premio (1951)
- Abracadabra (1952)

### Attore
- Treue Seelen (1913)
- Unter falscher Flagge (1914)
- Frau Gertraud Namenlos (1914)
- Die Hochzeit von Valeni, regia di Jacob Fleck e Carl Rudolf Friese (1914)
- In Zivil
- Der fremde Gast
- Der Pfarrer von Kirchfeld, regia di Jacob Fleck e Luise Fleck (1914)
- Dämon Spiel
- Mit Herz und Hand fürs Vaterland
- Auf der Höhe
- Das verhängnisvolle Rezept
- Sommeridylle
- Mir kommt keiner aus
- Freier Dienst
- Don Cäsar, Graf von Irun
- Die Jüdin
- Stahl und Stein
- Seemannsbraut
- Der ledige Hof
- Die Ahnfrau
- Die Zauberin am Stein
- Der Herr des Lebens
- Lasset die Kleinen zu mir kommen
- Durch Wahrheit zum Narren
- Der tanzende Tod
- Herzblut
- Die Stimme des Gewissens
- Wildfeuer
- Der Leiermann
- Winterstürme, regia di Max Neufeld (1920)
- Eva, die Sünde
- Verschneit
- Doktor Ruhland
- Die Frau in Weiß
- Das Weib des Irren
- Der tote Hochzeitsgast
- Das Abenteuer einer amerikanischen Milliardärin
- Pugno di ferro (Faustrecht), regia di Max Neufeld (1922)
- Memorie di un monaco (Die Memoiren eines Mönchs), regia di Friedrich Feher (1922)
- Hoffmanns Erzählungen, regia di Max Neufeld (1923)
- Die Tochter der Frau von Larsac, regia di Jacob Fleck e Luise Fleck  (1924)
- Die Brandstifter Europas
- Der Pfarrer von Kirchfeld, regia di Jacob Fleck e Luise Fleck (1926)
- Höhere Töchter
- Dr. Bessels Verwandlung
- Erzherzog Johann
- Indizienbeweis
- Rasputin

### Sceneggiatore
- Der Balletterzherzog. Ein Wiener Spiel von Tanz und Liebe, regia di Max Neufeld (1926)

## Produttore
- Die Geburt des Antichrist, regia di Friedrich Fehér (1922)
- Die Brandstifter Europas